# Aiga Zagorska
Aiga Zagorska (nascida em 28 de março de 1970) é uma ex-ciclista lituana que competiu no ciclismo nos Jogos Olímpicos de Verão de 1992, representando a Lituânia.